# Drusus romanicus
Drusus romanicus là một loài Trichoptera trong họ Limnephilidae. Chúng phân bố ở miền Cổ bắc.